# Devadatta argyoides
Devadatta argyoides är en trollsländeart. Devadatta argyoides ingår i släktet Devadatta och familjen Amphipterygidae. IUCN kategoriserar arten globalt som livskraftig.

## Underarter
Arten delas in i följande underarter:
- D. a. argyoides
- D. a. tiomanensis